# Мадрігалехо-дель-Монте
Мадрігалехо-дель-Монте (ісп. Madrigalejo del Monte) — муніципалітет в Іспанії, у складі автономної спільноти Кастилія-і-Леон, у провінції Бургос. Населення — 183 особи (2010).
Муніципалітет розташований на відстані близько 190 км на північ від Мадрида, 25 км на південь від Бургоса.
На території муніципалітету розташовані такі населені пункти: (дані про населення за 2010 рік)
- Мадрігалехо-дель-Монте: 122 особи
- Монтуенга: 61 особа

## Демографія
Динаміка населення (INE ):